# Реццаго
Реццаго (итал. Rezzago) — коммуна в Италии, располагается в регионе Ломбардия, в провинции Комо.
Население составляет 274 человека (2008 г.), плотность населения составляет 71 чел./км². Занимает площадь 4 км². Почтовый индекс — 22030. Телефонный код — 031.
В коммуне 8 сентября особо празднуется Рождество Пресвятой Богородицы.

## Демография
Динамика населения:

## Администрация коммуны
- Официальный сайт: